# Zygmunt Opacki
Zygmunt Opacki herbu Prus III (ur. ?, zm. w 1654) – wojewoda dorpacki w 1654 roku, podkomorzy warszawski w latach 1623–1651, starosta latowicki, mławski w 1632 roku, piaseczyński w 1620 roku, starosta ryczywolski.

## Życiorys
Urodzony jako syn Mikołaja Opackiego, dworzanina królewskiego. W 1623 został podkomorzym warszawskim. Był przez króla Zygmunta III wysyłany w różne poselstwa. Był elektorem Władysława IV Wazy z ziemi warszawskiej w 1632 roku, podpisał jego pacta conventa. Od 1635 do 1654 był wielkorządcą Zamku Królewskiego w Krakowie. W 1654 został wojewodą dorpackim.